# Pleshina
Pleshina (albanisch auch Pleshinë, serbisch Плешина Plešina) ist ein Dorf in der kosovarischen Gemeinde Ferizaj.

## Geographie
Das Dorf ist etwa fünf Kilometer südwestlich vom Stadtzentrum von Ferizaj entfernt. Pleshina liegt südlich von Nerodima e Epërme und Nerodima e Poshtme. In der Nähe befinden sich die Flüsse Rekathat und Nerodimka. Die nächste Gemeinde Štrpce ist etwa 26 Kilometer südlich entfernt. Nach Brezovica sind es ungefähr 30 Kilometer.

## Bevölkerung
| Jahr | Einwohner |
| ---- | --------- |
| 1948 | 1 025     |
| 1953 | 1 184     |
| 1961 | 1 416     |
| 1971 | 2 035     |
| 1981 | 2 877     |
| 1991 | 3 264     |
| 2011 | 4 506     |

Die Volkszählung in der Republik Kosovo aus dem Jahr 2011 ergab, dass in dem Dorf Pleshina 4506 Menschen wohnten. Davon bezeichneten sich 3389 als Albaner, vier als Serben, einer als Bosniake, vier als Roma, 1090 als Aschkali, 17 Einwohner machten keine Angaben und über eine Person ist nichts herauszufinden.
2011 bekannten sich von den 4506 Einwohnern 4499 zum Islam, vier zur Orthodoxen Kirche und zwei Personen gaben keine Antwort bezüglich ihres Glaubens.